# 克娄巴特拉二世
克利奥帕特拉二世（篤愛母親的·救主）（希腊语：Κλεοπάτρα，约前185年–前116年）古埃及托勒密王朝的王后和女王。

## 生平
克利奥帕特拉二世是埃及国王托勒密五世的女儿，母亲是塞琉古帝国的公主克利奥帕特拉一世（安条克三世的女儿）。约前173年，克利奥帕特拉二世按古埃及王室习俗与其兄、埃及国王托勒密六世结婚，成为埃及的王后和共治者。
克利奥帕特拉二世执政时期发生的第一件大事是，塞琉古帝国国王安条克四世于前170年入侵埃及（所谓第六次叙利亚战争）。埃及人防守不力，首都亚历山大港遭到圍攻；但由于罗马的干涉，安条克四世在前168年终于被迫撤军。在战争期间，克利奥帕特拉二世的兄長托勒密六世（托勒密五世最大的儿子）被亞歷山卓人廢位，戰爭結束後復位；于是从前170年起，克利奥帕特拉二世与托勒密六世及托勒密八世组成三头政体共同统治埃及。
三头政治在前164年结束。这一年，托勒密八世企图废黜他的哥哥和姐姐独揽大权，但自己遭到亞歷山卓人驅逐。托勒密六世回到埃及后，讓托勒密八世到昔兰尼当国王。
前145年托勒密六世去世，他与克利奥帕特拉二世的儿子托勒密七世可能继承王位。幾十天後克利奥帕特拉二世出于种种政治考虑，她再嫁给了曾阴谋反对她的托勒密八世。然而托勒密八世是一个极为阴险歹毒的人，他在婚禮當天就谋杀了托勒密七世并宣布自己为国王；前142年，他又與他的侄女、克利奥帕特拉二世的小女儿克利奥帕特拉三世結婚，是未与克利奥帕特拉二世离异的情况下舉辦婚禮，将克利奥帕特拉母女都作为他的妻子和共治者。
托勒密八世的统治非常不得人心。前131年，亚历山大港发生民变，克利奥帕特拉二世乘机发动政变推翻并赶走了托勒密八世，于是克利奥帕特拉二世实际成为亞歷山卓唯一的君主。她企圖将托勒密八世的12岁的儿子托勒密·孟斐特斯（是克利奥帕特拉二世所生）推上王位。但托勒密·孟斐特斯不久被托勒密八世所殺。她有意向塞琉古国王德米特里二世寻求帮助，但后者遭到托勒密八世擊敗。前127年，德米特里二世败于托勒密八世扶植的僭君亚历山大二世并遭惨杀，托勒密八世重返埃及，克利奥帕特拉二世被迫出逃。前124年克利奥帕特拉二世与托勒密八世和解，并成为托勒密八世与克利奥帕特拉三世名义上的共治者。前116年托勒密八世先于其姐兼前妻克利奥帕特拉二世死亡，遗命将所有权力交给克利奥帕特拉三世。克利奥帕特拉二世在该年晚些时候去世。

## 资料来源
- 李维的相关著作
- E. R. Bevan，《托勒密王朝》

| 前任 托勒密六世 | 托勒密王朝 第一次统治 与托勒密六世和托勒密八世共治                             | 继任 托勒密八世                 |
| 前任 托勒密八世 | 托勒密王朝 第二次统治 与托勒密六世、托勒密七世、托勒密八世和克娄巴特拉三世共治 | 继任 托勒密八世和克娄巴特拉三世 |
| 前任 托勒密八世 | 托勒密王朝 第三次统治 与托勒密八世和克娄巴特拉三世共治                         | 继任 托勒密九世和克娄巴特拉三世 |